# 三橋信久
三橋 信久（みつはし のぶひさ）は、戦国時代から安土桃山時代にかけての武将。北条氏家臣。

## 経歴
北条氏政に仕え、相模国小田原で死去した。

## 系譜

### 父母
- 三橋信盛（父）

### 子女
- 三橋信次 (長男)
- 三橋盛勝 (次男)